# Medaljfördelning vid olympiska vinterspelen 1932
Listan visar medaljfördelningen vid olympiska vinterspelen 1932 i Lake Placid, USA. 

## Tabellen
Ländernas placering i listan avgörs av:
1. Antal guldmedaljer.
2. Antal silvermedaljer.
3. Antal bronsmedaljer.
4. Bokstavsordning (förändrar dock inte landets ranking).

Det här systemet används av IOC, IAAF och BBC.

      Värd nation (USA)
| Pl.    | Nation    | Guld | Silver | Brons | Totalt |
| ------ | --------- | ---- | ------ | ----- | ------ |
| 1      | USA       | 6    | 4      | 2     | 12     |
| 2      | Norge     | 3    | 4      | 3     | 10     |
| 3      | Sverige   | 1    | 2      | 0     | 3      |
| 4      | Kanada    | 1    | 1      | 5     | 7      |
| 5      | Finland   | 1    | 1      | 1     | 3      |
| 6      | Österrike | 1    | 1      | 0     | 2      |
| 7      | Frankrike | 1    | 0      | 0     | 1      |
| 8      | Schweiz   | 0    | 1      | 0     | 1      |
| 9      | Tyskland  | 0    | 0      | 2     | 2      |
| 10     | Ungern    | 0    | 0      | 1     | 1      |
| Totalt | Totalt    | 14   | 14     | 14    | 42     |